# Музей студії Ghibli
Музей студії «Ghibli» (яп. 三鷹の森ジブリ美術館) — музей робіт японської анімаційної студії Studio Ghibli. Розташований в парку Інокасіра, що в місті Мітака, Японія. Музей, присвячений мистецтву і техніці анімації, водночас поєднує в собі риси музеїв для дітей, технологічних музеїв і музеїв образотворчого мистецтва.

## Історія
Планування музею почалася в 1998 році. У березні 2000 розпочалося будівництво. Музей офіційно відкритий 1 жовтня 2001. Директор студії Ghibli Хаяо Міядзакі створював дизайн музею сам, використовуючи розкадрування, подібне тому, яке він створював для своїх фільмів. Дизайн музею був створений під впливом європейської архітектури, такої, як на вершині пагорба села Кальката в Італії. Метою Міядзакі було зробити саму будівлю частиною виставки, щоб відвідування музею розслабляло і піднімало настрій.

## Експонати

### Постійні виставки
На нижньому поверсі знаходиться виставковий зал, в якому розповідається історія анімації, в тому числі за допомогою тривимірного зоотропа.

### Спеціалізовані експозиції
У додаток до експозиції, орієнтованої на анімацію Studio Ghibli, в музеї представлені виставки інших анімаційних студій.
| Дата      | Виставка |
| --------- | --- |
| 2001-2002 | Сен і Тіхіро у полоні духів                                                                                                  |
| 2002-2004 | Небесний замок Лапута і Imaginary Flying Machines                                                                            |
| 2003-2004 | Праці аніматора Юрія Норштейна                                                                                               |
| 2004-2005 | Pixar Animation Studios |
| 2005-2006 | Heidi, Girl of the Alps |
| 2006-2007 | Aardman Studios, в першу чергу про Воллес і Громіт.                                                                          |
| 2007-2008 | Goldilocks and The Three Bears (яп. 3びきのくま, Sanbiki no kuma), на основі книги редакції Лева Толстого. Panda! Go, Panda! |
| 2008-2009 | Лувр |
| 2009-2010 | Рибка Поньо на кручі |
| 2010-2011 | Ghibli Forest Movies — Welcome to Saturn Theater                                                                             |
| 2011-2012 | The View from the Cat Bus |
| 2012-2013 | The Gift of Illustrations ― A Source of Popular Culture                                                                      |
| 2013-2014 | The Lens at Work in The Ghibli Forest                                                                                        |

### Короткометражні фільми
У музеї пропонується для перегляду такі короткометражні фільми:
- Koro's Big Walk (яп. コロの大さんぽ, Koro no dai-sampo)
- Water Spider Monmon (яп. 水グモもんもん, Mizugumo Monmon)
- Mei and the Kittenbus (яп. めいとこねこバス, Mei to Konekobasu)
- The Day I Harvested a Star (яп. 星をかった日, Hoshi o Katta Hi)
- The Whale Hunt (яп. くじらとり, Kujiratori)
- Looking for a home (яп. やどさがし, Yadosagashi)
- A Sumo Wrestler's Tail (яп. ちゅうずもう, Chūzumō)
- Mr. Dough and the Egg Princess (яп. パン種とタマゴ姫, Pan dane to tamago hime)
- Treasure Hunting (яп. たからさがし, Takara Sagashi)

Кожен відвідувач має можливість тільки раз подивитися фільм протягом одного відвідування музею.

## Інші особливості

### Tri Hawks
Tri Hawks — читальний зал і книжковий магазин, відкритий 6 лютого 2002.

### Straw Hat Café
The Straw Hat Café — ресторан музею Ghibli. Оскільки Міядзакі хотів щоб у кафе був «вид домашньої кухні», У його створенні брала участь домогосподарка, яка була матір'ю чотирьох дітей.

### Rooftop Garden
На даху музею розташований сад зі статуєю робота в натуральну величину з останнього епізоду аніме Lupin III Part II і Небесний замок Лапута. Скульптура виготовлена з бронзи, автор — Куніо Шачімару.